# Арабски кон
Арабският чистокръвен кон (на арабски: الحصان العربي) е една от най-древните културни породи в света. Създадена е при условия на сухия пустинен климат на Арабския полуостров и по-специално на платото Неджед в края на VІ в. Поставени при суровите пустинни условия, често пъти без храна и вода, при постоянни изтощителни военни походи, от конете на арабите са оцелявали само най-издръжливите, най-невзискателните към условията на хранене и на отглеждане.

## Описание
Арабският кон се отличава с хармонично телосложение и ярко изразени красиви екстериорни форми. Има лека глава. Лицевият профил обикновено е прав, като се наблюдава и вдаден профил (щуча глава) с големи изразителни очи, красиво извита и високо поставена шия, средно висока холка 148 – 152 см, широк и прав гръб и поясница, дълга и овална крупа, високо поставена опашка (с характерна S-овидна форма при бягане). Гръдният кош е плитък, но достатъчно широк. Крайниците са сухи, с добре очертани стави и здрави сухожилни връзки. Копитата са малки, и с много здрав копитен рог. Движенията са леки, свободни и плавни. Цветът на косъма е различен – сив, алест, кестеняв и черен. Дължината на тялото е 148 – 149 см, а обхвата на гърдите 175 – 177 см.
Арабският кон притежава голяма издръжливост (преодолява добре пробег от 90 – 130 км), приспособимост към различни климатични и други условия, силни наследствени заложби. Тези качества му определят ролята на универсален подобрител на коневъдството в света.